# Ciarán Hinds
Pour les articles homonymes, voir Hinds et Ciaran.
Ciarán Hinds /ˈkɪərən ˈhaɪndz/ est un acteur irlandais, né le 9 février 1953 à Belfast (Irlande du Nord). 
Il a participé à de nombreux feuilletons radiophoniques, joué au théâtre et dans des séries télévisées.

## Biographie
Son père, Gerry (décédé), était médecin et sa mère, Moya, enseignante et actrice amateur. Il a quatre sœurs plus âgées : Caitriona, Bronagh, Gerardine (décédée) et Moya.
À la sortie du collège, il entreprend des études de droit à la Queen's University de Belfast. Reconnaissant ne pas être fait pour le métier d'avocat ni pour devenir médecin (de son propre aveu, il ne supporte pas la vue du sang), il abandonne rapidement pour entrer à la Royal Academy of Dramatic Arts de Londres, sur le conseil d'un professeur de droit qui avait eu l'occasion de le voir jouer dans Macbeth quelques années plus tôt. Il y passera deux ans avant de faire ses débuts en 1976 au Citizens Theatre de Glasgow auquel il restera attaché jusqu'en 1989, apparaissant dans des spectacles aussi divers que Blithe Spirit de Noël Coward, Juno and The Paycock, La Charrue et les Étoiles de Seán O'Casey, La Mouette de Tchekhov, Richard III de Shakespeare ainsi que The Representative du dramaturge allemand Rolf Hochhuth qui inspira Costa-Gavras pour son film Amen.

### Carrière

#### Au théâtre
Même s'il avoue n'avoir pas été poussé sur les planches par une irrésistible vocation d'acteur, Ciarán Hinds a commencé très jeune, en racontant des mythes irlandais et en se faisant remarquer dans les productions théâtrales du collège Saint-Malachy (en) où son apparition en Jules César est peut-être la préfiguration de son rôle dans la série Rome.
Parallèlement, il se produit en Irlande au Lyric Theatre de Belfast, au Druid Theatre de Galway et à l’Abbey Theatre de Dublin où il fait son apparition dans The Cuchulain Cycle au Yeats Festival. Durant ses années de formation, il danse avec la compagnie de Patricia Mulholland. « Ma propre vie professionnelle a été fortement influencée par les quatorze ans que j'ai passés avec la compagnie - la précision, la présentation, l'absolue nécessité du travail d'équipe, les interminables heures de répétition… et tellement de plaisir ! », dira-t-il plus tard.
En 1999, Ciarán Hinds fait ses débuts à Broadway dans Closer de Patrick Marber. Il y revient à l'automne 2007 pour la nouvelle pièce de Conor McPherson, The Seafarer.
L'année 2009 voit son retour à la scène avec, au printemps, Burnt by the Sun de Peter Flannery, une adaptation du film de Nikita Mikhalkov, Soleil trompeur au National Theatre de Londres et, à l'automne, The Birds de Conor McPherson d'après Daphné Du Maurier au Gate Theatre de Dublin.
À l'automne 2011, il reprend le rôle du Capitaine Jack Boyle dans Juno and The Paycock de Seán O'Casey, sur la scène de l'Abbey Theatre de Dublin, puis du National Theatre de Londres.

#### Au cinéma
Il fait ses débuts au cinéma en 1981 avec Excalibur de John Boorman, aux côtés d'Helen Mirren, dans un petit rôle où il est à peine reconnaissable, sinon à sa coupe de cheveux fantaisiste. Il est encore si peu connu qu'au générique, son nom est mal orthographié (Ciarin Hinds).
En 1987, il se produit à Paris dans Le Mahâbhârata, le monumental spectacle de Peter Brook où il rencontre l'actrice française Hélène Patarot qui partage sa vie. 
On ne le revoit à l'écran qu'en 1989 avec Le Cuisinier, le voleur, sa femme et son amant de Peter Greenaway, puis l'année suivante dans December Bride de Thaddeus O'Sullivan. Entre 1990 et 1993, il apparaît en guest star dans des séries télévisées (Perfect Scoundrels, Between the Lines, Soldier Soldier). En 1993, il retrouve Helen Mirren dans Suspect numéro 1 saison 3, fait un travail remarquable dans le docu-fiction Hostages et donne la mesure de son talent dans The Man who Cried, une adaptation télévisée en deux épisodes du roman de Catherine Cookson. 
Deux ans plus tard, il a une brève mais essentielle intervention en professeur d'université barbu dans Circle of Friends de Pat O'Connor. La même année, son interprétation du Capitaine Wentworth dans la belle adaptation du roman de Jane Austen, Persuasion, par Roger Michell, lui donne enfin l'audience qu'il mérite, auprès d'Amanda Root, sa partenaire de The Man Who Cried. Dès lors, on le voit de plus en plus souvent, à la télévision ou au cinéma, rarement en vedette, mais toujours intéressant, souvent difficile à oublier.
À noter, en 1996, l'étrange et inquiétant Cold Lazarus de Dennis Potter, une série de science-fiction en quatre épisodes qui sonne comme un testament philosophique, et Some Mother's Son de Terry George, où Ciarán Hinds figure une fois de plus aux côtés d'Helen Mirren qu'il retrouvera dans Calendar Girls en 2003. 
La fin des années 1990 lui vaut une série d'apparitions plus ou moins remarquées dans diverses productions d'intérêt variable d'où se détache Ivanhoe, dans lequel, dans le rôle du chevalier félon Brian de Bois-Guilbert, il impose sa présence physique et son intensité dramatique face à un Steven Waddington (Ivanhoe) quasiment inexistant. Le téléfilm Getting Hurt, avec quelques scènes de sexe très explicites, lui donne l'occasion de s'illustrer avec une énergie méritoire dans un domaine qui ne lui est pas habituel ! 
Avec l'avènement du nouveau millénaire, la carrière de Ciarán Hinds prend un tournant décisif avec des rôles dans des films grand public comme La Somme de toutes les peurs, Les Sentiers de la perdition (avec Paul Newman et Tom Hanks), Lara Croft : Tomb Raider, Le berceau de la vie et une comédie musicale de Joel Schumacher, Le Fantôme de l'Opéra. En 2003, son interprétation de Michael Henchard dans The Mayor of Casterbridge, d'après Thomas Hardy, lui vaut d'être récompensé l'année suivante.
Il interprète ensuite le rôle de Jules César dans la série Rome, filmée en Europe, avec une distribution presque entièrement britannique et le plus gros budget de l'histoire de la télévision. La même année, il obtient un rôle important dans Munich de Steven Spielberg et continue sur sa lancée l'année suivante avec Miami Vice : Deux Flics à Miami, Hallam Foe, Amazing Grace de Michael Apted (qui a dirigé et produit plusieurs épisodes de Rome) et La Nativité (encore un rôle en costume où il est méconnaissable sous les traits du roi Hérode).
En 2013, il obtient le rôle de Mance Rayder dans la troisième saison de la série télévisée Game of Thrones.

### Vie personnelle
Il vit depuis 1987 avec l'actrice franco-vietnamienne Hélène Patarot, avec laquelle il a eu une fille, Aoife, née en 1991. Il parle français couramment.

## Filmographie

### Cinéma
- 1981 : Excalibur de John Boorman : Lot d'Orcanie
- 1989 : Le Cuisinier, le voleur, sa femme et son amant (The Cook, the Thief, His Wife and Her Lover) de Peter Greenaway : Cory
- 1989 : Le Mahabharata de Peter Brook : Ashwattaman
- 1990 : December Bride de Thaddeus O'Sullivan : Franck Echlin
- 1995 : Le Cercle des amies (Circle of Friends) de Pat O'Connor : Pr Flynn
- 1995 : Persuasion de Roger Michell : le capitaine Frederick Wentworth
- 1996 : Some Mother's Son de Terry George : Danny Boyle
- 1996 : Mary Reilly de Stephen Frears : Sir Danvers Carew
- 1997 : Oscar & Lucinda de Gillian Armstrong : révérend Dennis Hassett
- 1998 : Titanic Town de Roger Michell : Aidan McPhelimy
- 1999 : The Lost Son de Chris Menges : Carlos
- 1999 : Les Saisons de l'amour (Il tempo dell'amore) de Giacomo Campiotti : Peter
- 2000 : Le Poids de l'eau (The Weight of Water) de Kathryn Bigelow : Louis Wagner
- 2002 : La Somme de toutes les peurs de Phil Alden Robinson : Alexander Nemerov
- 2002 : Les Sentiers de la perdition (The Road to Perdition) de Sam Mendes : Finn McGovern
- 2003 : Lara Croft : Tomb Raider, le berceau de la vie de Jan de Bont : docteur Jonathan Reiss
- 2003 : Veronica Guerin de Joel Schumacher : John Traynor
- 2003 : Calendar Girls de Nigel Cole : Rod
- 2004 : Le Fantôme de l'Opéra (The Phantom of the Opera) de Joel Schumacher : Firmin
- 2005 : Crime contre l'humanité (The Statement) de Norman Jewison : Pochon
- 2005 : Mickybo and Me de Terry Loane : le père de Jonjo
- 2006 : Munich de Steven Spielberg : Carl
- 2006 : The Tiger's Tail de John Boorman : Père Andy
- 2006 : Miami Vice : Deux Flics à Miami de Michael Mann : agent du FBI Fujima
- 2006 : Amazing Grace de Michael Apted : Lord Tarleton
- 2006 : La Nativité (The Nativity Story) de Catherine Hardwicke : Hérode Ier le Grand
- 2007 : My Name Is Hallam Foe (Hallam Foe) de David Mackenzie : Julius
- 2007 : Margot va au mariage (Margot at the Wedding) de Noah Baumbach : Dick Koosman
- 2007 : There Will Be Blood de Paul Thomas Anderson : Fletcher
- 2008 : Stop-Loss de Kimberly Peirce : Roy King
- 2008 : Bons baisers de Bruges (In Bruges) de Martin McDonagh : Père McHenry
- 2008 : Miss Pettigrew de Bharat Nalluri : Joe Blumfield
- 2008 : Ca$h d'Éric Besnard : Barnes
- 2008 : La Légende de Despereaux (The Tale of Despereaux) de Sam Fell (voix) : Botticelli
- 2009 : La Montagne ensorcelée (Race to Witch Mountain) d'Andy Fickman : Burke
- 2009 : The Eclipse de Conor McPherson : Michael Farr
- 2009 : Life During Wartime de Todd Solondz : Bill
- 2010 : L'Affaire Rachel Singer (The Debt) de John Madden : David Poretz
- 2010 : Harry Potter et les Reliques de la Mort, partie 1 (Harry Potter and the Deathly Hallows: Part 1) de David Yates : Abelforth Dumbledore
- 2011 : Les Hommes de la côte (The Shore) (court métrage) de Terry George : Jim
- 2011 : Harry Potter et les Reliques de la Mort, partie 2 (Harry Potter and the Deathly Hallows: Part 2) de David Yates : Abelforth Dumbledore
- 2011 : Le Rite (The Rite) de Mikael Håfström : Père Xavier
- 2011 : Salvation Boulevard de George Ratliff : Jim Hunt
- 2011 : La Taupe (Tinker Tailor Soldier Spy) de Tomas Alfredson : Roy Bland
- 2012 : La Dame en noir (The Woman in Black) de James Watkins : Samuel Daily
- 2012 : John Carter d'Andrew Stanton : Tardos Mors
- 2012 : Ghost Rider 2 : L'Esprit de vengeance de Mark Neveldine et Brian Taylor : Roarke / Le Diable
- 2013 : The Sea de Stephen Brown : Max Morden
- 2013 : La Reine des neiges (Frozen) de Chris Buck et Jennifer Lee : Grand Pabbie (voix)
- 2013 : Closed Circuit de John Crowley : Devlin
- 2015 : Hitman: Agent 47 d'Aleksander Bach : Peter Aaron Litvenko
- 2015 : Les Derniers jours dans le désert (Last Days in the Desert) de Rodrigo García : le père
- 2015 : Destins croisés (The Driftless Area) de Zachary Sluser : le père
- 2016 : K.O. - Bleed for This (Bleed for This) de Ben Younger : Angelo Pazienza
- 2016 : Silence de Martin Scorsese : le père Valignano
- 2017 : Axis d'Aisha Tyler : Jim (voix)
- 2017 : Woman Walks Ahead de Susanna White : James McLaughlin
- 2017 : Justice League de Zack Snyder : Steppenwolf (voix)
- 2018 : Red Sparrow de Francis Lawrence : Colonel Alexei Ivanovich Zyuganov
- 2018 : Capitaine Morten et la Reine des araignées (Captain Morten and the Spider Queen) de Kaspar Jancis, Henry Nicholson et Riho Unt : le capitaine Stinger (voix)
- 2018 : First Man : Le Premier Homme sur la Lune (First Man) de Damien Chazelle : Robert Gilruth
- 2018 : Elizabeth Harvest de Sebastian Gutierrez : Henry
- 2018 : Grace & Goliath de Tony Mitchell : le chirurgien
- 2019 : La Reine des neiges 2 (Frozen II) de Chris Buck et Jennifer Lee : Grand Pabbie (voix)
- 2020 : The Man in the Hat de John-Paul Davidson et Stephen Warbeck : l'homme au chapeau
- 2021 : Zack Snyder's Justice League de Zack Snyder : Steppenwolf (voix)
- 2021 : Belfast de Kenneth Branagh : Papi
- 2022 : The Wonder de Sebastián Lelio
- 2023 : The Family Plan de Simon Cellan Jones
- 2023 :  Saints and Sinners de Robert Lorenz : Vinnie O'Shea
- 2024 : Small Things Like These de Tim Mielants
- 2025 : Is This Thing On? de Bradley Cooper

### Télévision
- 1993 : Suspect numéro 1, épisode 3 : Edward Parker jones
- 1993 : The Man who Cried de Michael Whyte : Abel Mason
- 1994 : Les Mémoires de Sherlock Holmes, saison 4, épisode 6 La Boîte en carton : Jim Browner
- 1996 : Cold Lazarus de Dennis Potter : Fyodor
- 1997 : Jane Eyre de Robert Young : Edward Rochester
- 1998 : Ivanhoé : Bois-Guilbert
- 2003 : The Mayor of Casterbridge de David Thacker : Michael Henchard
- 2003 : Broken Morning de Jack Bond : Albert Camus
- 2005-2007 : Rome : Jules César
- 2009 : Insoupçonnable (Above Suspicion) : DCS James Langton
- 2012 : Political Animals : Bud Hammond
- 2013-2015  : Game of Thrones : Mance Rayder
- 2016 : Shetland : Michael Maguire
- 2016 : My Mother and Other Strangers : Francis âgé (voix)
- 2018 : The Terror : capitaine John Franklin
- 2019 : MotherFatherSon créée par Tom Rob Smith : Walter Finch
- 2021 : Kin : Eamon Cunningham
- 2022 : The Dry
- 2022 : The English
- 2022 : Treason
- 2024 : Le Seigneur des anneaux : Les Anneaux de pouvoir  : Dark Wizard

## Distinctions

### Récompenses
- Outer Critics Circle Award 1999 : Lauréat du Prix de la meilleure distribution dans une pièce de théâtre pour Closer (1999).
- 1999 : Theatre World Awards du meilleur espoir dans une pièce de théâtre pour Closer (1999).
- 2004 : Audie Awards de la meilleure performance audio dans l'intégrale des pièces de Shakespeare (2004) produites par Arkangel.
- 2004 : Irish Film and Television Awards du meilleur acteur dans une série télévisée dramatique pour The Mayor of Casterbridge (2003).
- 2007 : Irish Film and Television Awards du meilleur acteur pour le rôle de Jules César dans une série télévisée dramatique pour Rome (2007).
- 2009 : Festival du film de Tribeca du meilleur acteur dans un drame d'horreur pour The Eclipse (2009).
- Festival international du film de Dublin 2010 : Lauréat du Prix pour l'ensemble de sa carrière.
- 2011 : Festival international du film de Rhode Island du meilleur acteur dans un court-métrage dramatique pour Les Hommes de la côte (The Shore) (2011).
- 10e cérémonie des Central Ohio Film Critics Association Awards 2012 : Meilleure distribution dans un thriller dramatique pour La Taupe (Tinker Tailor Soldier Spy) (2011) partagé avec Gary Oldman, Mark Strong, John Hurt, Toby Jones, David Dencik, Colin Firth, Kathy Burke, Benedict Cumberbatch, Stephen Graham, Simon McBurney, Tom Hardy, Svetlana Khodtchenkova et William Haddock.
- 2014 : BTVA People's Choice Voice Acting Awards de la meilleure performance vocale pour l'ensemble de la distribution dans un film d'animation pour La Reine des neiges (Frozen) (2013) partagé avec Kristen Bell, Idina Menzel, Jonathan Groff, Josh Gad, Santino Fontana, Alan Tudyk, Chris Williams, Livvy Stubenrauch et Eva Bella.
- 2014 : BTVA Feature Film Voice Acting Awards de la meilleure performance vocale pour l'ensemble de la distribution dans un film d'animation pour La Reine des neiges (Frozen) (2013) partagé avec Kristen Bell, Idina Menzel, Jonathan Groff, Josh Gad, Santino Fontana, Alan Tudyk, Chris Williams, Livvy Stubenrauch et Eva Bella.
- CinEuphoria Awards (es) 2020 : Lauréat du Prix Spécial D'Honneur de la meilleure distribution dans une série télévisée dramatique pour Game of Thrones (2013-2015) partagé avec David Benioff, D.B. Weiss, George R.R. Martin, Ramin Djawadi, Michele Clapton, Amrita Acharia, Mark Addy, Alfie Allen, Josef Altin, Jacob Anderson, Pilou Asbæk, Luke Barnes, Sean Bean, Ian Beattie, Hafþór Júlíus Björnsson, David Bradley, John Bradley, Jim Broadbent, Susan Brown, Dominic Carter, Oona Chaplin, Dean-Charles Chapman, Gwendoline Christie, Emilia Clarke, Michael Condron, James Cosmo, Nikolaj Coster-Waldau, Ben Crompton, Mackenzie Crook, Liam Cunningham, Charles Dance, Joe Dempsie, Stephen Dillane, Peter Dinklage, Ron Donachie, Natalie Dormer, Richard Dormer, Nathalie Emmanuel, Michelle Fairley, Tara Fitzgerald, Jerome Flynn, Brian Fortune, Joel Fry, Elyes Gabel, Aidan Gillen, Jack Gleeson, Iain Glen, Julian Glover, Kit Harington, Lena Headey, Isaac Hempstead-Wright, Conleth Hill, Kristofer Hivju, Tom Hopper, Michiel Huisman, Paul Kaye, Sibel Kekilli, Rose Leslie, Anton Lesser, Richard Madden, Faye Marsay, Jason Momoa, Rory McCann, Michael McElhatton, Ian McElhinney, Philip McGinley, Roxanne McKee, Hannah Murray, Staz Nair, Brenock O'Connor, Pedro Pascal, Daniel Portman, Jonathan Pryce, Bella Ramsey, Iwan Rheon, Diana Rigg, Richard Rycroft, Dar Salim, Mark Stanley, Donald Sumpter, Owen Teale, Sophie Turner, Carice van Houten, Rupert Vansittart, Max von Sydow, Gemma Whelan, Maisie Williams et Tom Wlaschiha.
- National Board of Review Awards 2021 : Meilleur acteur dans un second rôle dans un drame biographique pour Belfast (2021).
- 2021 : Phoenix Film Critics Society Awards du meilleur acteur dans un second rôle dans un drame biographique pour Belfast (2021).
- 2022 : Irish Film and Television Awards du meilleur acteur dans une série télévisée dramatique pour Kin (2021).
- 2022 : Irish Film and Television Awards du meilleur acteur dans un second rôle dans un drame biographique pour Belfast (2021).
- 2022 : Kansas City Film Critics Circle Awards du meilleur acteur dans un second rôle dans un drame biographique pour Belfast (2021).
- 2022 : Richard Harris International Film Festival du meilleur acteur dans un rôle principal dans une comédie pour The Man in the Hat (2020).
- Festival international du film de Palm Springs 2022 : Lauréat du Prix Chairman's de la meilleure distribution dans un drame biographique pour Belfast (2021) partagé avec Kenneth Branagh, Caitríona Balfe, Jamie Dornan et Jude Hill.
- 2023 : Irish Film and Television Awards du meilleur acteur dans un second rôle dans une série télévisée dramatique pour The Dry (2022).

### Nominations
- 2003 : Irish Film and Television Awards du meilleur acteur dans un second rôle dans un drame biographique pour Veronica Guerin (2003).
- 2007 : Gotham Independent Film Awards de la meilleure distribution dans une comédie dramatique pour Margot va au mariage (Margot at the Wedding) (2007) partagé avec Jack Black, Flora Cross, Nicole Kidman, Jennifer Jason Leigh, Zane Pais et John Turturro.
- 2010 : Irish Film and Television Awards du meilleur acteur dans un drame d'horreur pour The Eclipse (2009).
- 2010 : Gotham Independent Film Awards de la meilleure distribution dans une comédie dramatique pour Life During Wartime (2009) partagé avec Shirley Henderson, Allison Janney, Michael Lerner, Christopher Marquette, Rich Pecci, Charlotte Rampling, Paul Reubens, Ally Sheedy, Dylan Riley Snyder, Renée Taylor et Michael Kenneth Williams.
- 2012 : Gold Derby Awards de la meilleure distribution dans un drame d'aventure pour Harry Potter et les Reliques de la Mort (partie 2) (2011) partagé avec Jim Broadbent, Helena Bonham Carter, Robbie Coltrane, Tom Felton, Rupert Grint, Ralph Fiennes, Michael Gambon, Jason Isaacs, Matthew Lewis, Evanna Lynch, Kelly Macdonald, Helen McCrory, Daniel Radcliffe, Alan Rickman, Maggie Smith, David Thewlis, Julie Walters et Emma Watson.
- 2012 : Irish Film and Television Awards du meilleur acteur dans un second rôle dans un thriller dramatique pour L'Affaire Rachel Singer (The Debt) (2010).
- 2012 : Irish Film and Television Awards du meilleur acteur dans un thriller dramatique pour La Taupe (Tinker Tailor Soldier Spy) (2011).
- 2015 : Online Film & Television Association Awards du meilleur acteur invité dans une série télévisée dramatique pour Game of Thrones (2013-2015) pour le rôle de Mance Rayder
- 10e cérémonie des Irish Film and Television Awards 2013 : Meilleur acteur dans un second rôle dans un drame d'horreur pour La Dame en noir (The Woman in Black) (2012).
- 11e cérémonie des  Irish Film and Television Awards 2014 : Meilleur acteur principal dans un drame pour The Sea (2013).
- 2017 : Irish Film and Television Awards du meilleur acteur dans un second rôle dans un drame biographique pour The Man in the Hat (2021).
- 2021 : British Independent Film Awards du meilleur acteur dans un second rôle dans un drame biographique pour Belfast (2021).
- 2021 : Dallas-Fort Worth Film Critics Association Awards du meilleur acteur dans un second rôle dans un drame biographique pour Belfast (2021).
- 2021 : Indiana Film Journalists Association Awards du meilleur acteur dans un second rôle dans un drame biographique pour Belfast (2021).
- 2021 : Irish Film and Television Awards du meilleur acteur dans un rôle principal dans une comédie pour K.O. - Bleed for This (Bleed for This) (2016).
- 2021 : Las Vegas Film Critics Society Awards du meilleur acteur dans un second rôle dans un drame biographique pour Belfast (2021).
- 2021 : Phoenix Critics Circle Awards du meilleur acteur dans un second rôle dans un drame biographique pour Belfast (2021).
- 2021 : St. Louis Film Critics Association Awards du meilleur acteur dans un second rôle dans un drame biographique pour Belfast (2021).
- 2021 : Washington DC Area Film Critics Association Awards du meilleur acteur dans un second rôle dans un drame biographique pour Belfast (2021).
- 2022 : AARP Movies for Grownups Awards du meilleur acteur dans un second rôle dans un drame biographique pour Belfast (2021).
- AACTA International Awards 2022 : Meilleur acteur dans un second rôle dans un drame biographique pour Belfast (2021).
- 2022 : EDA Awards du meilleur acteur dans un second rôle dans un drame biographique pour Belfast (2021).
- 75e cérémonie des British Academy Film Awards 2022 : Meilleur acteur dans un second rôle dans un drame biographique pour Belfast (2021).
- 2022 : British Independent Film Awards de la meilleure distribution dans un thriller dramatique pour The Wonder (2021) partagé avec Kíla Lord Cassidy, Florence Pugh, Tom Burke, Toby Jones, Niamh Algar, Elaine Cassidy, Brían F. O'Byrne et Josie Walker.
- 2022 : Columbus Film Critics Association Awards du meilleur acteur dans un second rôle dans un drame biographique pour Belfast (2021).
- 27e cérémonie des Critics' Choice Movie Awards 2022 : Meilleur acteur dans un second rôle dans un drame biographique pour Belfast (2021).
- 2022 : Denver Film Critics Society Awards du meilleur acteur dans un second rôle dans un drame biographique pour Belfast (2021).
- 2022 : Georgia Film Critics Association Awards du meilleur acteur dans un second rôle dans un drame biographique pour Belfast (2021).
- 79e cérémonie des Golden Globes 2022 : Meilleur acteur dans un second rôle dans un drame biographique pour Belfast (2021).
- 2022 : Gold Derby Awards du meilleur acteur dans un second rôle dans un drame biographique pour Belfast (2021).
- 2022 : Hawaii Film Critics Society Awards du meilleur acteur dans un second rôle dans un drame biographique pour Belfast (2021).
- 2022 : Hollywood Critics Association Awards du meilleur acteur dans un second rôle dans un drame biographique pour Belfast (2021).
- 2022 : Houston Film Critics Society Awards du meilleur acteur dans un second rôle dans un drame biographique pour Belfast (2021).
- 2022 : Iowa Film Critics Awards du meilleur acteur dans un second rôle dans un drame biographique pour Belfast (2021).
- 2022 : London Critics Circle Film Awards de l'acteur de l'année dans un second rôle dans un drame biographique pour Belfast (2021).
- 2022 : Minnesota Film Critics Alliance Awards du meilleur acteur dans un second rôle dans un drame biographique pour Belfast (2021).
- 2022 : North Dakota Film Society Awards du meilleur acteur dans un second rôle dans un drame biographique pour Belfast (2021).
- 2022 : Oklahoma Film Critics Circle Awards du meilleur acteur dans un second rôle dans un drame biographique pour Belfast (2021).
- 2022 : Online Film Critics Society Awards du meilleur acteur dans un second rôle dans un drame biographique pour Belfast (2021).
- 2022 : Online Film & Television Association Awards du meilleur acteur dans un second rôle dans un drame biographique pour Belfast (2021).
- 94e cérémonie des Oscars 2022 : Meilleur acteur dans un second rôle dans un drame biographique pour Belfast (2021).
- 2022 : San Diego Film Critics Society Awards du meilleur acteur dans un second rôle dans un drame biographique pour Belfast (2021).
- 2022 : San Francisco Bay Area Film Critics Circle Awards du meilleur acteur dans un second rôle dans un drame biographique pour Belfast (2021).
- 26e cérémonie des Satellite Awards 2022 : Meilleur acteur dans un second rôle dans un drame biographique pour Belfast (2021).
- 28e cérémonie des Screen Actors Guild Awards 2022 : Meilleure distribution dans un drame biographique pour Belfast (2021) partagé avec Caitriona Balfe, Judi Dench, Jamie Dornan, Jude Hill et Colin Morgan.
- 2023 : CinEuphoria Awards (es) de la meilleure distribution dans un drame biographique pour Belfast (2021) partagé avec Caitríona Balfe, Judi Dench, Jamie Dornan, Jude Hill et Lewis McAskie.

## Voix françaises
En France, Féodor Atkine est la voix française régulière de Ciarán Hinds.
| - Féodor Atkine dans : - Munich - La Montagne ensorcelée - L'Affaire Rachel Singer - Closed Circuit - K.O. - Bleed for This - Silence - Justice League (voix) - MotherFatherSon (série télévisée) - Zack Snyder's Justice League (voix) - Belfast - En traître (mini-série) - Philippe Catoire dans : - Les Sentiers de la perdition - Le Rite - La Dame en noir - John Carter - José Luccioni (*1949 - 2022) dans : - Rome (série télévisée) - Hitman: Agent 47 - The Terror (série télévisée) - Paul Borne dans : - Calendar Girls - La Reine des neiges (voix) - La Reine des neiges 2 (voix) - Jean-Yves Chatelais (*1955 - 2018) dans : - Crime contre l'humanité - Ghost Rider 2 : L'Esprit de vengeance | - Nicolas Marié dans : - Miami Vice : Deux Flics à Miami - There Will Be Blood Et aussi - Michel Vigné dans Suspect numéro 1 (série télévisée) - Marcel Guido dans Mary Reilly - Mathieu Rivolier dans La Somme de toutes les peurs - Igor de Savitch dans Lara Croft : Tomb Raider, le berceau de la vie - Philippe Vincent dans Veronica Guerin - Jean-Michel Vovk dans My Name Is Hallam Foe - Philippe Faure dans Life During Wartime - Alain Choquet dans Insoupçonnable (série télévisée) - Bernard Gabay dans Harry Potter et les Reliques de la Mort - Patrick Bonnel dans La Taupe - Thierry Murzeau dans Game of Thrones (série télévisée) - Yuriy Zavalnyouk dans Red Sparrow - Hervé Caradec dans First Man : Le Premier Homme sur la Lune - Antoine Tomé dans The Family Plan - Robert Guilmard dans Saints and Sinners |